# Ana Pandza
Ana Pandza (* 24. Dezember 2003) ist eine österreichische Handballspielerin, die seit der Saison 2022/23 bei ŽRK Podravka Koprivnica spielt.

## Karriere
Pandza spielte anfangs für den österreichischen Verein Hypo Niederösterreich und wechselte im Jahr 2022 zum kroatischen Erstligisten ŽRK Podravka Koprivnica. Mit Podravka Koprivnica gewann sie 2024 und 2025 die kroatische Meisterschaft sowie 2023, 2024 und 2025 den kroatischen Pokal. Und seit 2022 auch für die österreichische A-Nationalmannschaft. Pandzas spielt als Spielmacherin im Rückraum Mitte. Mit Österreich nahm sie an der Weltmeisterschaft 2023 teil und schloss das Turnier auf dem 19. Platz ab. Pandza erzielte im Turnierverlauf sieben Treffer.

## Sonstiges
Ihre Schwester Katarina Pandza spielt ebenfalls Handball.